# 伊志嶺翔大
伊志嶺 翔大（いしみね しょうた、1988年5月12日 - ）は、沖縄県平良市（現：宮古島市）出身の元プロ野球選手（外野手）。右投右打。現在は、千葉ロッテマリーンズ一軍外野守備兼走塁コーチ。

## 経歴

### プロ入り前
小学1年時にスポーツ少年団に入り野球を始める。野球の練習がない時は海に飛び込んで魚を捕まえていた野生児気質だった。2年の時に宮古島キャンプに来ていたオリックス・ブルーウェーブの野球教室に参加し、そこでイチローからサインを貰ったことでプロ野球選手になりたいという思いが強くなる。3年からは高校で陸上部の顧問をしていた父親に陸上選手としての指導を受け、代表選手として出場した宮古地区大会では新記録で優勝。中学時代は軟式野球部で主に投手を務め、内野手と外野手も経験する。陸上では2年時に県大会の200mで優勝した。

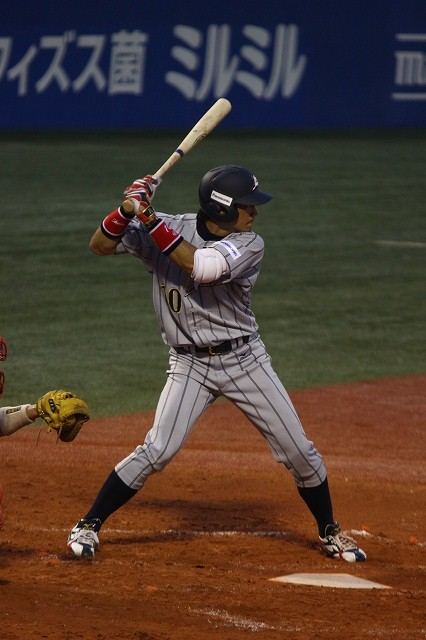
2010年、世界大学野球選手権大会 神宮にて

高校進学にあたって陸上選手として複数校から勧誘されたが、野球選手の道を進むため沖縄尚学高に推薦入学する。1学年先輩に比屋根渉、2学年後輩に東浜巨がいた。1年時4月のオープン戦で本塁打を放ち、打撃に目覚めたことで外野手に専念。夏にレギュラーとなったが秋にはその座を奪われ、翌春のセンバツと夏の甲子園では代打として1打席ずつの出場に終わる。秋は九州大会で敗退、3年時の夏も県大会準決勝で敗退し甲子園出場はならなかった。
大学は東海大学に進学。高校3年時の春に左肩を脱臼し、その後も繰り返していたため、進学前に手術を受けた。入学後の3か月はリハビリに努める。同時にウエイトトレーニングなどをこなしていたことで復帰後の練習にも遅れることなく、2年春からレギュラーに定着し夏には第24回ハーレムベースボールウィーク日本代表に選出される。これがプロへ進むための評価を自覚するきっかけとなり、また人生の大きな分岐点になったという。秋に首都リーグベストナインに輝き、同賞を通算4回獲得。大学野球日本代表で3年秋から、東海大では4年から主将を務める。4年時の全日本大学野球選手権大会では15打数9安打、世界大学野球選手権大会でも24打数11安打の成績を残したことでプロのスカウトからは「足はプロでもトップクラス」「大学ではナンバーワンの野手」との評価を受ける。首都大学リーグ通算63試合出場、243打数79安打、打率.325、2本塁打、40打点。
2010年10月28日のプロ野球ドラフト会議で千葉ロッテマリーンズとオリックス・バファローズの2球団が1位指名し、抽選の結果ロッテが交渉権を獲得。契約金1億円、年俸1500万円で契約した。背番号は、この年限りで引退した堀幸一が20年間着用していた「5」に決まった。

### ロッテ時代
2011年、開幕一軍入りし、4月14日の東北楽天ゴールデンイーグルス戦にて初出場。8回には初打席に立ち、プロ初安打となる三塁打を放った。5月頃には左翼手または右翼手としてスタメンに定着するようになり、6月・7月には月間打率が3割を超えるなど好調な打撃を披露した。8月半ばに扁桃炎によって一時離脱して以降調子を落としたが、最終的にはその年の新人としては唯一、規定打席に到達した。また、新人としては2001年の赤星憲広（阪神タイガース）以来10年ぶり、パ・リーグおよび球団の新人としては1997年の小坂誠以来14年ぶりとなる30盗塁も達成した。
2012年は、オープン戦で1番打者として固定されるなど期待されたものの、調子が上がらず開幕スタメンから外れ、その後は二軍に降格するなど2年目のジンクスを味わうシーズンとなった。しかし、二軍では最高出塁率と盗塁王を獲得した。
2013年は、開幕を一軍で迎え、4月16日の北海道日本ハムファイターズ戦で2年ぶりの本塁打を放つ。シーズン序盤は、主に左投手が先発の時にスタメンで出場するも荻野貴司の復帰後は守備固めでの出場が増える。
2014年は、89試合に出場したが、打率.220と不調に終わった。
2015年は、34試合の出場に終わった。
2016年は、右太ももを痛めた影響で3試合の出場に留まり、安打を打つことができなかった。12月8日に背番号を「38」に変更することが発表された。
2018年は、7月10日に一軍に再昇格。はじめは代走や代打での出場だったが、20日のオリックス・バファローズ戦で「7番・中堅手」で出場し、シーズン初の猛打賞を記録。さらに22日のオリックス戦、24日の福岡ソフトバンクホークス戦で2試合連続マルチ安打を記録。18試合の一軍出場ながら打率.283を記録した。
2019年は、プロ入り後初めて一軍の試合に出場できないままシーズンを終え、二軍成績も82試合に出場して打率.192、1打点、5盗塁（3盗塁死）という結果に終わった。10月3日、球団から翌年の契約を結ばないことが通告され、トライアウトを受けずに現役引退を示唆するコメントを残した。戦力外通告を受けるまでの数年は怪我に悩まされていたという。一方で、翌10月4日に、千葉ロッテからコーチ就任要請があったほか、他球団から選手としてのオファーがあったことが明かされた。10月13日、2020年より、一軍のコーチに就任することが発表された。11月17日には、ファン感謝デーにおいて引退式が行われた。

### 現役引退後
2020年から、ロッテの一軍走塁コーチ兼打撃コーチ補佐兼外野守備コーチ補佐を担当。背番号は81。その後、2022年まで同コーチを、2023年は育成野手コーチ兼二軍走塁コーチを務め、2024年からは二軍外野守備兼走塁コーチを担当する。2025年からは一軍外野守備兼走塁コーチに配置転換され、背番号も74に変更した。

## 選手としての特徴
50メートル5.7秒、右打者ながら一塁到達4.09秒を記録する俊足を生かした広い守備範囲が持ち味で、守備走塁に重点を置いているという。
打撃では強く柔らかいリストを生かし、広角に鋭い打球を放つ。

## 人物
主将を務めた世界大学野球でリーダーシップを発揮し、代表チームは周囲から「伊志嶺ジャパン」とも呼ばれた。準決勝でアメリカに敗れた後榎本保監督は会見に一人で出席しようとしたが、自分も行くべきだと考えた伊志嶺も同席して記者の質問に答えている。伊志嶺について、大会の代表メンバーだった斎藤佑樹は「優しくて面白いが、野球に対する姿勢はとても真面目。気配りができる人物」。大石達也は「口ではなくプレーで引っ張るタイプ。信頼できる選手だった」と評している。
これまで対戦した中で一番すごいと思った投手には前田健太を挙げている。
東洋大学の高橋昭雄監督から、マイケル・ジャクソンに似ているため「マイケル」と命名され、そのニックネームで呼ばれることを希望した。
2歳下の弟・大地も翔大と同じく沖縄尚学高から東海大に進み、大学卒業後は千曲川硬式野球クラブに加入、翔大と同じ背番号5をつけている。
プロ野球人生の一番の思い出として、本拠地でプロ初本塁打を放った2011年6月12日の試合後、完成したばかりの自身の応援歌を、大勢のファンと共に初めて聴いたことを挙げている。伊志嶺はこの応援歌を非常に気に入っており、引退セレモニーではファンに感謝を伝えている。

## 詳細情報

### 年度別打撃成績
| 年 度     | 球 団     | 試 合 | 打 席 | 打 数 | 得 点 | 安 打 | 二 塁 打 | 三 塁 打 | 本 塁 打 | 塁 打 | 打 点 | 盗 塁 | 盗 塁 死 | 犠 打 | 犠 飛 | 四 球 | 敬 遠 | 死 球 | 三 振 | 併 殺 打 | 打 率 | 出 塁 率 | 長 打 率 | O P S |
| --------- | --------- | ----- | ----- | ----- | ----- | ----- | -------- | -------- | -------- | ----- | ----- | ----- | -------- | ----- | ----- | ----- | ----- | ----- | ----- | -------- | ----- | -------- | -------- | ----- |
| 2011      | ロッテ    | 126   | 492   | 422   | 52    | 110   | 16       | 6        | 2        | 144   | 21    | 32    | 6        | 27    | 0     | 30    | 0     | 13    | 77    | 3        | .261  | .329     | .341     | .670  |
| 2012      | ロッテ    | 24    | 64    | 60    | 8     | 12    | 2        | 0        | 0        | 14    | 1     | 1     | 1        | 1     | 0     | 3     | 0     | 0     | 14    | 1        | .200  | .238     | .233     | .471  |
| 2013      | ロッテ    | 102   | 161   | 137   | 28    | 32    | 2        | 0        | 3        | 43    | 11    | 8     | 5        | 6     | 0     | 16    | 1     | 2     | 27    | 4        | .234  | .323     | .314     | .636  |
| 2014      | ロッテ    | 89    | 138   | 118   | 27    | 26    | 6        | 1        | 1        | 37    | 8     | 8     | 6        | 8     | 0     | 11    | 0     | 1     | 18    | 3        | .220  | .292     | .314     | .606  |
| 2015      | ロッテ    | 34    | 109   | 86    | 10    | 25    | 3        | 0        | 0        | 28    | 12    | 5     | 0        | 11    | 2     | 10    | 0     | 0     | 10    | 0        | .291  | .357     | .326     | .690  |
| 2016      | ロッテ    | 3     | 2     | 2     | 1     | 0     | 0        | 0        | 0        | 0     | 0     | 0     | 0        | 0     | 0     | 0     | 0     | 0     | 0     | 0        | .000  | .000     | .000     | .000  |
| 2017      | ロッテ    | 52    | 117   | 104   | 12    | 18    | 1        | 1        | 0        | 21    | 4     | 4     | 0        | 4     | 0     | 9     | 0     | 0     | 22    | 1        | .173  | .239     | .202     | .441  |
| 2018      | ロッテ    | 18    | 57    | 46    | 8     | 13    | 2        | 0        | 0        | 15    | 2     | 1     | 2        | 3     | 0     | 6     | 0     | 2     | 10    | 0        | .283  | .389     | .326     | .715  |
| 通算：8年 | 通算：8年 | 448   | 1140  | 975   | 146   | 236   | 32       | 8        | 6        | 302   | 59    | 59    | 20       | 60    | 2     | 85    | 1     | 18    | 178   | 12       | .242  | .314     | .310     | .624  |

### 年度別守備成績
| 年 度 | 球 団  | 外野  | 外野  | 外野  | 外野  | 外野  | 外野     |
| 年 度 | 球 団  | 試 合 | 刺 殺 | 補 殺 | 失 策 | 併 殺 | 守 備 率 |
| ----- | ------ | ----- | ----- | ----- | ----- | ----- | -------- |
| 2011  | ロッテ | 124   | 282   | 5     | 4     | 2     | .986     |
| 2012  | ロッテ | 19    | 25    | 0     | 0     | 0     | 1.000    |
| 2013  | ロッテ | 82    | 91    | 1     | 2     | 0     | .979     |
| 2014  | ロッテ | 75    | 80    | 0     | 0     | 0     | 1.000    |
| 2015  | ロッテ | 33    | 66    | 0     | 0     | 0     | 1.000    |
| 2017  | ロッテ | 33    | 41    | 0     | 0     | 0     | 1.000    |
| 2018  | ロッテ | 13    | 20    | 0     | 2     | 0     | .909     |
| 通算  | 通算   | 379   | 605   | 6     | 8     | 2     | .987     |

### 記録
初記録
- 初出場：2011年4月14日、対東北楽天ゴールデンイーグルス3回戦（QVCマリンフィールド）、7回表に左翼手で出場
- 初打席・初安打：同上、8回裏に小山伸一郎から右中間三塁打
- 初先発出場：2011年5月4日、対埼玉西武ライオンズ5回戦（西武ドーム）、「9番・左翼手」で先発出場
- 初盗塁：同上、2回表に二盗（投手：石井一久、捕手：銀仁朗）
- 初打点：2011年5月25日、対阪神タイガース1回戦（阪神甲子園球場）、2回表にジェイソン・スタンリッジから左翼線適時二塁打
- 初本塁打：2011年6月12日、対広島東洋カープ4回戦（QVCマリンフィールド）、7回裏に福井優也から左越決勝3ラン

### 背番号
- 5（2011年 - 2016年）
- 38（2017年 - 2019年）
- 81（2020年 - 2024年）
- 74（2025年 - ）

### 登場曲
- ケツメイシ 『カーニバル』（2011年 - 2019年）